# 諸神黃昏

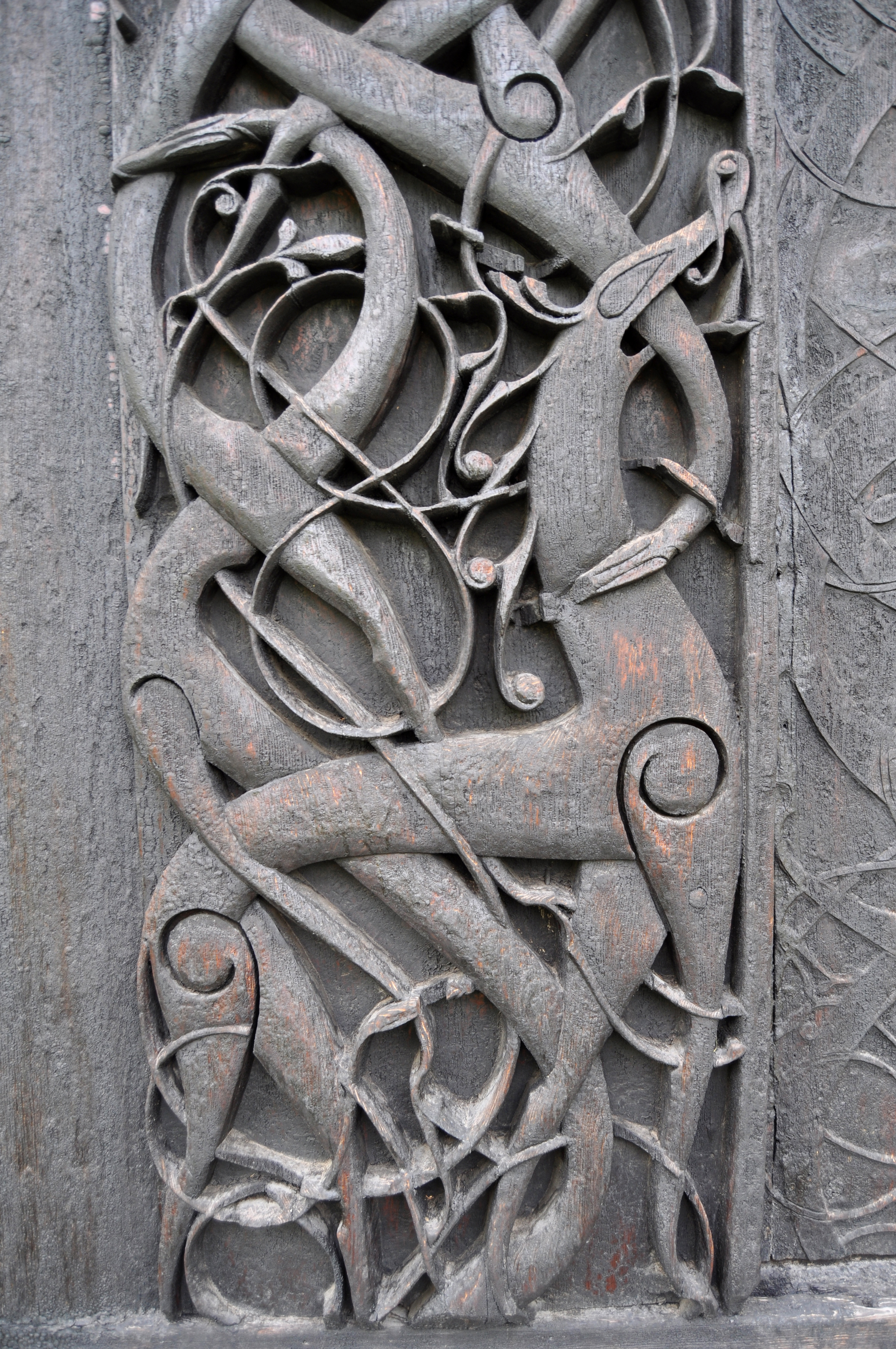
12世纪修建的乌尔内斯木板教堂北门，互相绞缠的世界樹樹根和龙代表了诸神的黄昏中所描述的世界末日。

诸神黄昏指的是北欧神话預言中的一連串巨大劫难，包括了造成許多重要的神（奧丁、索爾、弗雷、海姆達爾、火巨人、霜巨人、洛基等）在戰場上殞命的浩大戰爭和無數的自然浩劫，雖然整個世界沉沒在水底卻在最終復甦，存活的神與兩名人類重新建立新世界。這是北歐神話極重要的一部份，也是許多學術研討與理論的主題。
诸神黄昏主要記錄在詩體埃達與散文埃達之中。其原名或意為「諸神的末日」。19世纪德国剧作家理查德·瓦格纳的作品《尼伯龙根的指环》的最后一部题为Götterdämmerung（德语“诸神的黄昏”），让北欧神话中的这一事件逐渐为人所知。

## 语源
ragnarok（诸神黄昏）一词来源于古斯堪的纳维亚语，长期以来，这个词语就有很多种解释。组成它的第一个元素ragna是regin的所有格复数，意为“统治性的力量，神灵”，这一点毫无争议。但词语中第二个元素就产生了很多疑问，因为它有两种变体，分别是rök和røkkr，rök有起源、发展、原因、关系、命运的意思，而røkkr则是昏暗、黑暗、因此灭绝、日食、厄运、黄昏的意思，最初Ragnarök被翻译为“诸神的命运”（Ragnarök），而后逐渐演变成了“诸神黄昏”（Ragnarøkkr），并且至今一直采用这种说法，这是由于在13世纪的诗体埃达和散文埃达中被诗人采用了Ragnarøkkr（诸神黄昏）这种叫法，又于19 世纪被作曲家理查德·瓦格纳推广，在歌剧《尼伯龙根的指环》最后一幕中，就采用了Götterdämmerung（德语，诸神的黄昏）这种叫法，之后这种叫法就逐渐大众化了。也有认为这种叫法是民间词源（或者由于之后旧冰岛语中/ ɔ /（拼写 ǫ）和/ ø / （拼写 ø）的合并而对原始术语进行的重新解释）以及斯诺里·斯蒂德吕松误解的结果。

## 末日的預兆
諸神黃昏的預兆，先是人類要面臨的是擁有三個漫長嚴冬的芬布爾之冬，芬布爾之冬四面八方刮起強勁的風雪將整片大地完全冰封起來，使天空沒有陽光也沒有夏季，就只剩下刺骨的嚴寒的冬季，世間充滿著猜忌和衝突的陰影，戰爭和惡意都支配著人間。陸地的人類已經用矛或劍互相砍殺使血染紅整片大地，連盾、矛和劍都崩裂開來。曠野飢餓的野獸為了尋找食物四處徘徊，人們全數彼此不再寬諒互助處於手足相殘、父子成仇的醜陋競爭中互相殘殺，整個人間都陷入混亂與不安之中，罪惡如瘟疫般蔓延。所有施下法術的魔鍊和詛咒的束縛也都紛紛被破解。
世界之樹頂端的公雞古林肯比不斷長鳴出警告，立於「金宮」（Gladsheim）屋頂的神鸡法亞拉也全力呼應。
魔狼芬里爾扯斷北歐諸神所打造出來的格萊普尼爾之鎖鏈，牠的兩個兒子哈提與斯庫爾吞掉在天空中運行的太陽與月亮；不死之龍尼德霍格掏空世界之樹的深根；環繞「中庭」的塵世巨蟒耶夢加得從海底泥床上甦醒過來，牠碩長的尾巴掀起巨浪淹沒中庭米德加爾特的山谷和山脈，海水直衝上神之領域瓦爾哈拉；與此同時，霜巨人和居住山上的巨人們紛紛前往諸神的領域。被囚禁的邪神洛基重獲自由對諸神展開復仇之戰。

## 末日之戰

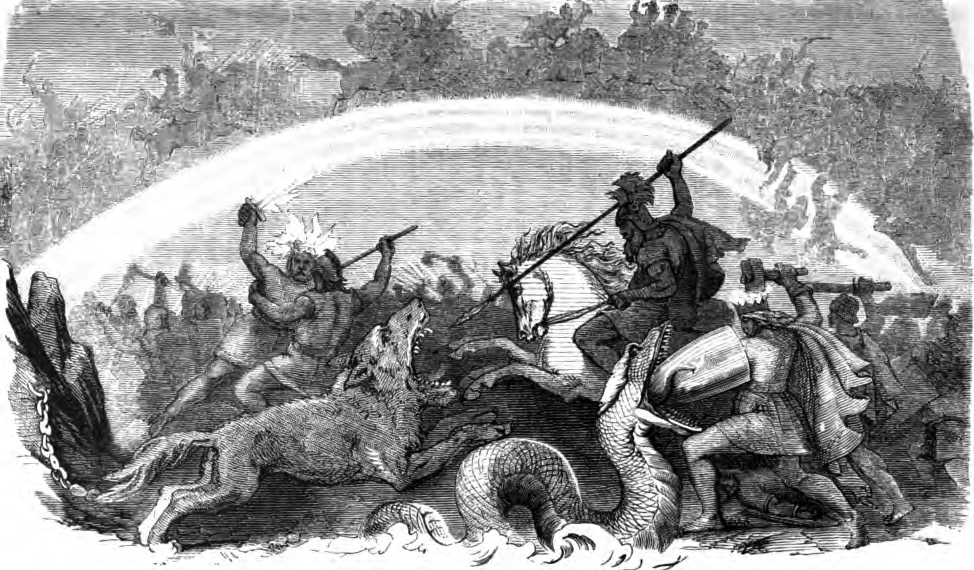
"Battle of the Doomed Gods" (1882) by Friedrich Wilhelm Heine.

在戰鬥的前夕，「眾神之父」奧丁前往命運井一探見到臉罩薄紗、默然地坐在凋零的世界之樹旁中僅有一張破網的諾倫三女神，祂隨即轉往密米爾之處在他耳邊說些幾句話後便轉身趕回戰場。
海面波濤洶湧，洪水漫上陸地。眼睛和鼻孔冒著火焰的芬里爾跟著吐著致命毒氣的巨蛇耶夢加得奔向阿斯嘉特。天地不久就因為耶夢加得的毒氣而變得暗無天日。南方火焰之國穆斯貝爾海姆的火焰巨人伴隨著烈焰向眾神開戰不斷地噴出火焰焚燒眼前的一切，火焰之國首領史爾特爾持著炎暮光之劍，散發出比太陽更耀眼的光芒照亮整片天空，東方智慧巨人密米爾掌著船舵和耶夢加得往諸神的國度前進，胸前沾滿鮮血的地獄惡犬加爾姆站在面臨灰暗悲哀深淵的岩石上四處狂吠，冥界女王赫爾待在用死人指甲製成的大船－納吉爾法上，船中載滿霜巨人的軍隊向諸神的國度開來，巨人軍隊迅速擠滿彩虹橋讓其因而崩塌而毀滅，山脈崩裂，岩石成灰四處飛散，他們的喧囂聲震撼整個宇宙。
身為阿斯嘉特彩虹橋的守衛神海姆達爾目睹這一切，祂立刻取出密藏於世界之樹尤克特拉希爾濃蔭中的神奇號角吹出緊急信號召集諸神和英雄，號角的聲音響徹雲霄比雷鳴還清楚，阿斯嘉特諸神接獲這個消息，祂們全副武裝、迅速地拿起武器乘著斯基德普拉特尼衝出有五百四十個門的「英靈殿」在維格利德原野上布好陣勢開始迎擊巨人軍隊，圓盾與圓盾互相撞擊，多數尖銳的長槍宛如像密集的陣雨在空中飛舞，叫喊聲動搖整個天地。
現在雙方都在戰場上，他們要將無數幾年的仇恨與樑子全部都做個了斷。奧丁戴著金色的頭盔，披著像是藍色火焰般在肩後起伏的深藍色的斗蓬，祂一邊騎著比風迅速的神馬斯萊布尼爾也一邊手持冈格尼尔向芬里爾殺去。雷神索爾手持著雷神之鎚大戰耶夢加得。弗雷則和史爾特爾交戰。戰神提爾對抗加爾姆。而海姆達爾則是對戰邪神洛基。
由於弗雷先前要迎娶葛德而把勝利之劍送給史基尼爾（Skirnir），祂只能以鹿角和史爾特爾奮勇戰鬥至力戰而亡。加爾姆一面淌著鮮血一面向提爾衝去，提爾和加爾姆在激戰過後，祂在加爾姆咬斷自己的喉嚨的瞬間掐住牠的脖子，最後提爾勒斃加爾姆跟牠同歸於盡。雷神索爾和耶夢加得發生激烈的爭鬥，耶夢加得龐大的身軀不斷地翻滾，牠巧妙地躲避索爾的雷神之鎚追擊不斷向索爾噴吐毒汁。索爾對準耶夢加得的頭把雷神之鎚用盡全力擲去，剎時間，雷聲轟隆，電光奪目，耶夢加得昂起身體向索爾噴出鮮血之下倒地死去，索爾深中耶夢加得的致命毒液發出雷鳴般痛苦的呻吟也氣絕而亡。
魔狼芬里爾張開牠足以撐滿天地的巨口，牠的雙眼發出閃電般的光芒向奧丁猛撲過去。阿斯嘉特的眾神之主奧丁舉起永恆之槍迎擊，但是祂的戰運不佳並且在廝殺不久就被芬里爾一口給吞噬。奧丁的兒子維達見到這般慘狀，便衝上前用穿著鐵鞋的腳踩住芬里爾的下顎，再用手扯開上顎，終把芬里爾撕裂，殺死了芬里爾。邪神洛基在遭受諸神長期的懲處之後，祂的相貌極其恐怖連同臉色像「亡靈」般的蒼白，洛基的長髮和鬍子蓬然怒立類似奇怪的角。海姆達爾很快以劍斬下了這醜陋的頭，但是被斬下的頭顱卻從地上彈躍而起，打中海姆達爾的胸部，竟奪去了海姆達爾的生命，最後他們的戰鬥以雙方的死結束。
戰場上堆滿著眾多諸神、巨人和怪獸的遺體，平原已經變成一片血海。揮舞著發出駭人聲響的雙翼、在戰場上現身的巨龍尼德霍格貪婪地啃食著染滿鮮血尚存餘溫的遺體，天空中發出血般暗紅的光，把天空和大地染成深紅色，戰場上立著的身影已寥寥可數，這時史爾特爾把炎之魔劍投向天空在紅蓮般的熊熊烈焰之中，「中庭」已成一片火海，烈火柱貫穿整個宇宙，濃煙卷沒山頂，支撐整個宇宙的世界之樹也被火焰吞沒而崩倒之下轟然毀滅。
星辰從蒼穹中落下，時間已不復存在，焦黑的地面搖晃著沉入波濤洶湧的海底，觸目所及的只有滔天巨浪，宇宙間只剩下一片死寂的大沉默和永劫的黑暗。

## 新世界
在已毁灭的宇宙极南端，有一片从未有人到过的蓝天，残存的神在末日之劫过去之后来到这里，从他们脚下的大海涌出新的土地創造出全新的世界。這片經過海水淨化的土地陸續長出比以前更綠、更茂盛的植物，大地恢復生機。諸神之中，兩名叫維達和瓦利的神完好無損地活了下來。索爾的兒子曼尼與摩迪（Magni and Móði）帶著父親的雷神之鎚也倖存了。還有兩個名為利布和里普特拉西爾的人因為躲在赫特密密爾森林而倖免於難，他們被認為是後來的人類的祖先。